# Ботропойд
Ботропойд (Bothropoides) — рід отруйних змій родини гадюкові. Має 10 видів. Раніше його представників зараховували до роду Ботропс. Лише у 2009 році вони були визначні окремим родом. Багатьох з них називають жарараками.

## Етимологія
Походить від грецького «bothros», яке характеризує наявність ямки на морді, а також зв'язок з родом Ботропс. Слово «oides» означає «схожий на» або «з характером».

## Опис
Загальна довжина представників цього роду коливається від 50 см до 1 м. За будовою дуже схожі з родом Ботропс. На відміну від нього має менше міжанальних щитків — 21—34, більші верхньогубних — 7-11, також верхньогубні щиткі розділені. Відсутній чіпкий хвіст. Відрізняються забарвлення — розташуванням та кількістю темних плям. Основний колір жовтуватий, коричнюватий, буруватий. На відміну від ботропісів не має зеленого кольору.

## Спосіб життя
Зустрічаються у сухих та вологих тропічних лісах. Значну частину життя проводять на деревах. Активні вночі. Харчуються дрібними гризунами, ящірками, птахами.
Досить отруйні змії. Становлять небезпеку для людини.
Це яйцеживородні змії.

## Розповсюдження
Це ендеміки Південної Америки.

## Види
- Bothropoides alcatraz
- Bothropoides diporus
- Bothropoides erythromelas
- Bothropoides insularis
- Bothropoides jararaca
- Bothropoides lutzi
- Bothropoides matogrossensis
- Bothropoides neuwiedi
- Bothropoides pauloensis
- Bothropoides pubescens